# فرنسا 5
فرنسا 5 (بالفرنسية:France 5) هي قناة تلفزيونية فرنسية، تنتمي إلى تلفزيون فرنسا. تبث بشكل أساسي البرامج التعليمية والوثائقية. بدأت قناة فرنسا 5 بث برامجها في 13 ديسمبر 1994 وكان هذا بعد مرور أكثر من عام على توقف القناة الخامسة بث إرسالها. تبث القناة برامجها لمدة 24 ساعة يوميا.

## التاريخ
تم إطلاق فرنسا 5 في 28 مارس 1994 كقناة مؤقتة تحت اسم (Télé emploi)، بعد مرور أكثر من عام على تعرض أول شبكة تلفزيونية مجانية مملوكة للقطاع الخاص في فرنسا، لا سينك (La Cinq)، للانهيار المالي وتوقفت عن العمل في 12 أبريل 1992. لاسينكييم (La Cinquième) بدأت البث في 13 ديسمبر 1994 بمزيج من البرامج التعليمية الصغيرة، خلال الساعات التي لم تستخدمها آرتي (والتي بدأت بعد أقل من شهرين من إغلاق لا سينك).
تم دمج لا سينكييم La Cinquième في شركة فرنسا تيليفزيون العامة الجديدة في عام 2000 ، والتي جمعت Antenne 2 (التي أعيدت تسميتها منذ ذلك الحين إلى France 2 ) و FR3 (France Régions 3، منذ تغيير اسمها إلى France 3 )؛ سيتم تغيير علامتها التجارية إلى فرنسا 5 في 7 يناير 2002. تم تمديد ساعات البث في فرنسا 5 إلى 24 ساعة في اليوم، وهي متاحة في البداية فقط على الكابل والأقمار الصناعية، ومنذ ربيع 2005 على الهواء ضمن شبكة البث الرقمي المتعدد " R1 " الجديدة التي يدعم جميع القنوات التلفزيونية الوطنية العامة. تم إيقاف تشغيل أجهزة الإرسال التماثلية في عام 2011.

## البرامج

### الأفلام الوثائقية
- des trains pas comme les autres (2011 إلى الوقت الحاضر).
- نساء العالم (2006-2010).
- J'irai dormir chez vous (2006 إلى الوقت الحاضر).
- لو دوك سوفاج (2009 حتى الآن)؛ برنامج وثائقي عن الحيوانات اليومية.
- Le monde des animaux (1994-2009)؛ برنامج وثائقي عن الحيوانات اليومية.
- Les 100 Lieux qu'il faut voir (2014 إلى الوقت الحاضر).
- Lesways de l'impossible (2007 إلى الوقت الحاضر).
- Sale temps pour la planète (2007 إلى الوقت الحاضر).
- Une maison، un écrivain (2011 إلى الوقت الحاضر).
- Vu sur Terre (2010 إلى الوقت الحاضر).

### المجلات
- A vous de voir (1995 إلى الوقت الحاضر).
- جميع الأطباء (2007 إلى الوقت الحاضر).
- ألو روفو (2009-2014).
- صور آريت سور (1995-2007).
- كارت بريد غورماند (2000-2006).
- Cas d'école (2001-2005).
- C dans l'air (2001 إلى الوقت الحاضر).
- C à vous (2009 إلى الوقت الحاضر).
- C à dire ?! (2007 إلى الوقت الحاضر).
- السياسة C (2009 إلى الوقت الحاضر).
- C'est Notre Affaire (2004-2013).
- عبادة (2004-2005).
- Echappées belles (2006 إلى الوقت الحاضر).
- الإمكانيات (2007-2013).
- Entrée Libre (2011 إلى الوقت الحاضر).
- L'emploi par le Net (2002-2015).
- L'œil et la main (1994 إلى الوقت الحاضر).
- La Grande Librairie (2008 إلى الوقت الحاضر).
- La Maison France 5 (2003 إلى الوقت الحاضر).
- Le Doc du dimanche (2008 إلى الوقت الحاضر).
- Le Magazine de la santé (1998 إلى الوقت الحاضر).
- La Quotidienne (2013 إلى الوقت الحاضر).
- لو سينس دو ليستوار (1994-2001).
- Les écrans du savoir (1994-2001).
- Les escapades de Petitrenaud (2006 إلى الوقت الحاضر).
- لي ماترنيل (2001 إلى الوقت الحاضر).
- مدام، السيد، بونسوير (2006-2007).
- ميديا، مجلة لو (2008-2016).
- Mondes et merveilles (2006-2007).
- On n'est pas que des cobayes (2011-2016).
- On n'est pas que des parents (2006-2009).
- Revu et Corrigé (2007-2012).
- Ripostes (1999-2009).
- Silence, ça pousse ! (1998 إلى الوقت الحاضر).
- يوبيك (2001-2007).
- Va savoir (1994-2004).

## معرض صور

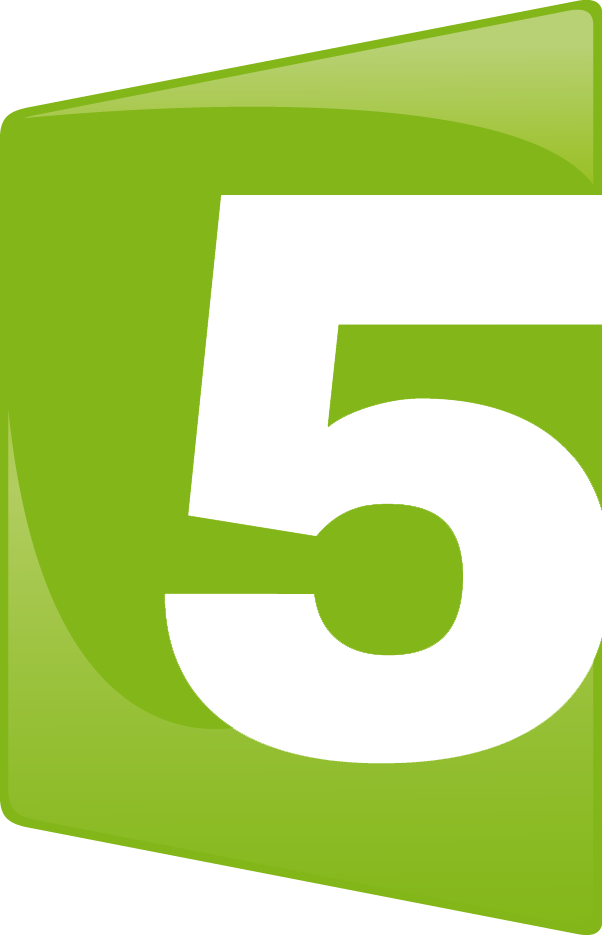

### برامج الأطفال
- 5, Rue Sésame

(2005-2007).
- تشا تورني برومبي (1997-2000).
- سيليولو (1995-2001).
- زوزوس (1999-2019).
- Okoo (2019 إلى الوقت الحاضر).
- مملكة بن وهولي الصغيرة.
- بوب البناء.
- Caillou.
- جيغانتوسوروس.
- قطار الديناصورات.
- كيت وميم ميم.
- Paprika.
- الساحرة الصغيرة.
- Les Plus belles comptines d'Okoo.
- لوي.
- موفي.
- موك.
- The Mr. Men Show.
- نودي، محقق توي لاند.
- بيبا الخنزير.
- بيتر رابيت.
- نادي بيتز.
- أقنعة PJ.
- سيد العلم كيد.
- يا دوجي.
- لولو زيبادو.
- The Jungle Bunch.
- انطلق يا جيترز.
- تروترو.

## وصلات خارجية
- موقع فرنسا 5